# Heinz Thoma (Romanist)
Heinz Thoma (* 29. Dezember 1944 in Furtwangen; † 27. November 2022 in Halle an der Saale) war ein deutscher Romanist, der sich vor allem mit der Epoche der Aufklärung beschäftigte.

## Leben
Heinz Thoma war Professor an der Martin-Luther-Universität Halle-Wittenberg. Von 1994 bis 1998 war er geschäftsführender Direktor des Interdisziplinären Zentrums für die Erforschung der Europäischen Aufklärung und bis 2003 Sprecher der Forschergruppe „Selbstaufklärung der Aufklärung“. In den Jahren 2005 bis 2007 war er Sprecher der Exzellenzinitiative „Laboratorium Aufklärung“ Jena/Wittenberg. Im September 2010 wurde Thoma emeritiert.
Er gehörte dem Direktorium des Interdisziplinären Zentrums für die Erforschung der Europäischen Aufklärung der Martin-Luther-Universität an, ferner gründete und betreute er die Halleschen Beiträge zur Europäischen Aufklärung und versah die wissenschaftliche Redaktion der Zeitschrift Grenzgänge.
Thoma war ab 1997 Mitglied der Sächsischen Akademie der Wissenschaften. Ferner war er korrespondierendes Mitglied des interdisziplinären Instituts für Kulturgeschichte der frühen Neuzeit der Universität Osnabrück. Er gab das Handbuch der Europäischen Aufklärung heraus.